# Eslourenties-Daban
Eslourenties-Daban es una comuna francesa de la región de Aquitania en el departamento de Pirineos Atlánticos.
El topónimo Eslourenties-Daban fue mencionado por primera vez en el año 1385 con el nombre de Florenthies-Davant.

## Demografía
| 210 | 180 | 299 | 217 | 250 | 230 | 244 | 256 | 271 | 275 | 239 | 220 | 270 | 240 | 244 | 215 | 195 | 200 | 224 | 211 | 194 | 188 | 185 | 172 | 168 | 156 | 149 | 137 | 146 | 140 | 185 | 193 | 216 |
| Para los censos de 1962 a 1999 la población legal corresponde a la población sin duplicidades (Fuente: INSEE [Consultar]) |     |     |     |     |     |     |     |     |     |     |     |     |     |     |     |     |     |     |     |     |     |     |     |     |     |     |     |     |     |     |     |     |